# نورثمن: ملحمة الفايكينغ (فلم)
نورثمن: ملحمة الفايكينغ (بالإنجليزية: Northmen: A Viking Saga) هو فيلم أكشن تاريخي تم إنتاجه في سويسرا وألمانيا وجنوب إفريقيا وصدر سنة 2014 بطولة توم هوبر وإد سكراين وريان كوانتين.

## القصة
تدور أحداث الفيلم حول مجموعة من الفايكنج الذين يبقون خلف خطوط العدو على ساحل (ألبا) بسبب غرق سفينتهم في عاصفة عارمة، وتكمن فرصتهم الوحيدة للنجاة في العثور على طريق مؤدٍ إلى إحدى مستعمرات الفايكنج، والتي تدعى (دينلاج)، لكن شيئًا فشيئًا تتحول رحلتهم الشاقة إلى سباق مع الزمن من أجل النجاة بأرواحهم، بعد أن قام ملك (ألبا) بإرسال واحد من المرتزقة من أجل اقتفاء أثرهم.

## الميزانية والإيرادات
حقق الفيلم أرباح تقدر بـ 12,827,799 دولار.

## روابط خارجية
- مقالات تستعمل روابط فنية بلا صلة مع ويكي بيانات